# Куштояш (Матозиньюш)
Кушто́яш (порт. Custóias) — район (фрегезия) в Португалии, входит в округ Порту. Является составной частью муниципалитета Матозиньюш. Находится в составе крупной городской агломерации Большой Порту. По старому административному делению входил в провинцию Дору-Литорал. Входит в экономико-статистический субрегион Большой Порту, который входит в Северный регион. Население составляет 18 065 человек на 2001 год. Занимает площадь 5,78 км².